# Santa Caterina (Pergine Valsugana)
Santa Caterina è una frazione del comune di Pergine Valsugana situata all'estremità sud-ovest del territorio comunale, al confine con la frazione di Bosentino.

## Origini del nome
Il nome di questo paese lo troviamo già in un documento del 1166 come Castaneto S. Catterina.

## Descrizione
Si trova a 630 m sul livello del mare e si affaccia sul lago di Caldonazzo (450 m). Dista 2 chilometri da Valcanover. Appartiene al comune catastale di Castagnè che occupa parte delle pendici orientali della Marzola (1738 m). Conta 94 abitanti; nel 1951 ne contava oltre 300 ma negli anni 60 diverse famiglie si trasferirono a Valcanover, abbandonando le case che sono così andate in rovina. Poiché queste rappresentavano un pericolo, negli anni 70 sono state demolite e al loro posto è stata ricavata l'attuale piazza del paese.
Il territorio è prevalentemente coperto da bosco (una volta era coltivato il castagno e a tutt'oggi troviamo piante di notevole età e dimensioni); nelle parti meno ripide ci sono coltivazioni di mele (golden, stark), ciliegie e piccoli frutti (fragola, lampone, ribes, mirtillo). Già il Bottea nel 1873 scriveva: "e più in su si percorrono coll'occhio i vari gruppi di case disseminati in bella mostra sul fertile pendìo di Castagnè".

## Monumenti e luoghi d'interesse

### Architetture religiose
- Chiesa di Santa Caterina. Piacevole da visitare, la chiesa si trova al centro del paese, edificata nel 1900, dipinta nel 1922 dal mantovano Agostino Aldi e restaurata nel 1993. Dello stesso pittore sono anche le quattordici tele rappresentanti la Via Crucis e realizzate nel 1929. La pala dietro l'altare è un'opera recente di Pietro Verdini; quella precedente è stata rubata.

### Architetture civili
Attorno al paese ci sono dei piccoli insediamenti chiamati Masi (l'origine di alcuni sembra risalire al 1500) abitati da 1 a 6 nuclei familiari, in totale 55 abitanti. Partendo dalle quote inferiori troviamo maso Vigabona (523 m), maso Canela (560 m), maso Begher (705 m), maso Pergher (757 m) e maso Eccher (809 m).

## Galleria d'immagini

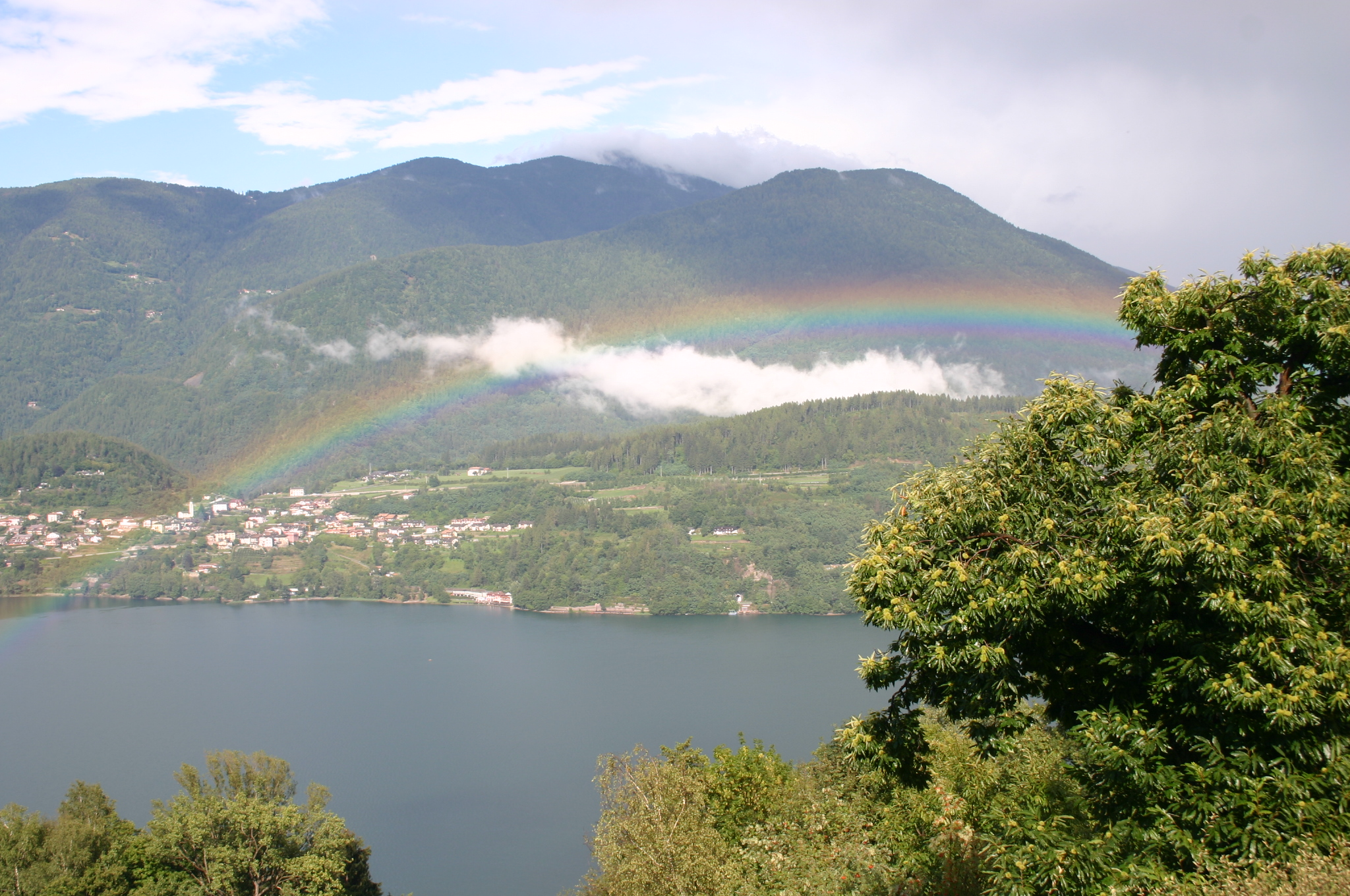
Lago di Caldonazzo visto da Santa Caterina
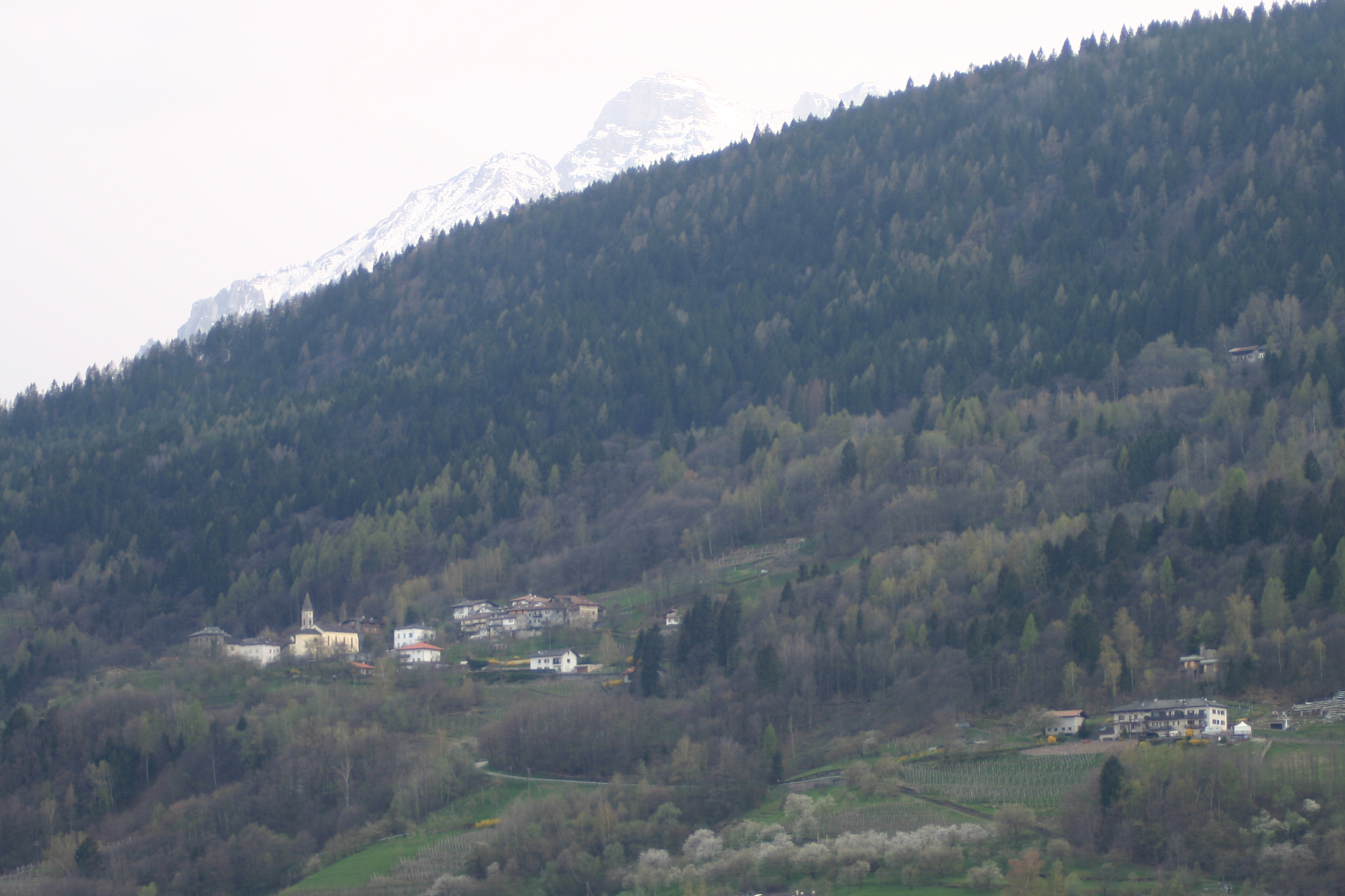
Santa Caterina vista dal lago
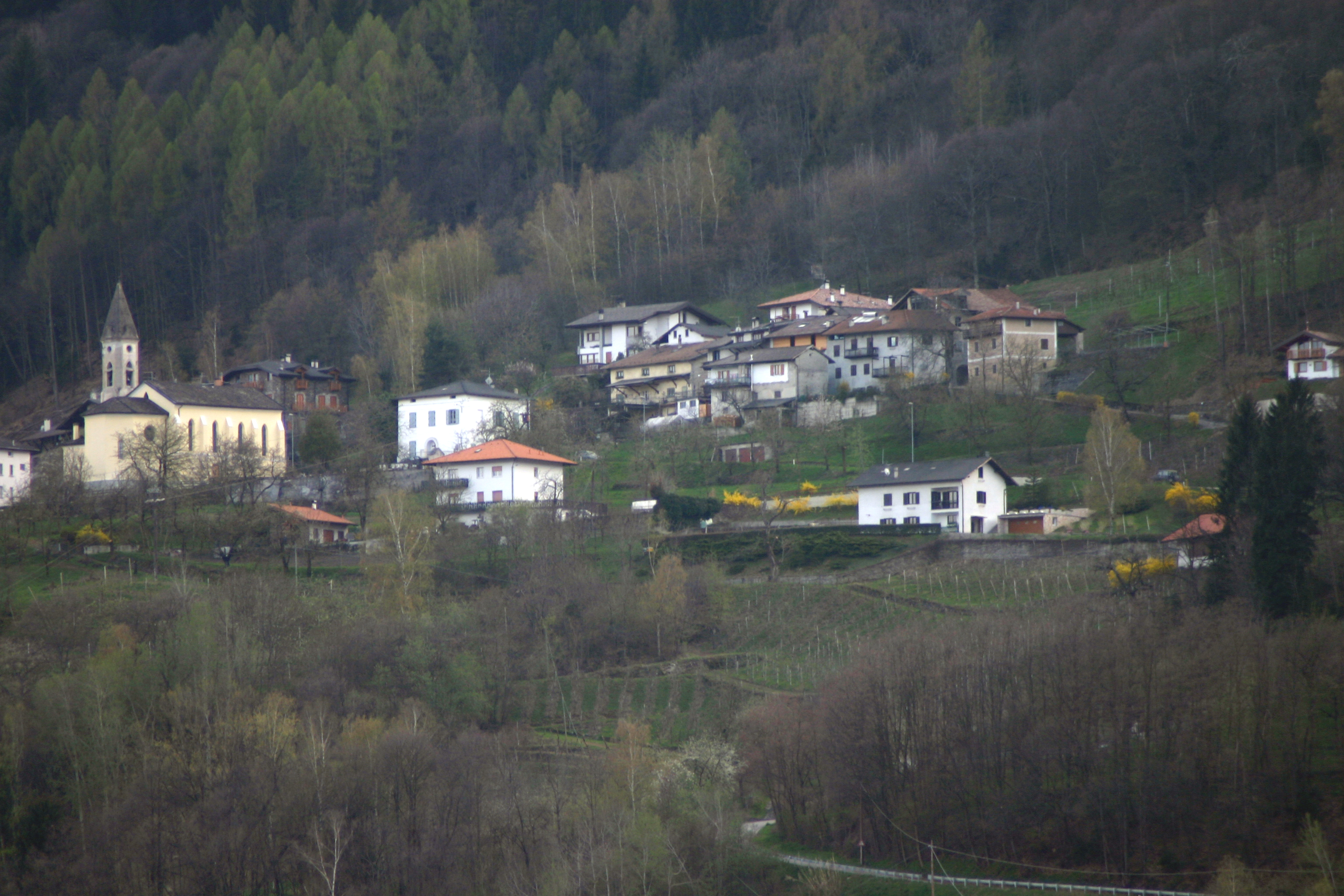
Santa Caterina vista da Valcanover
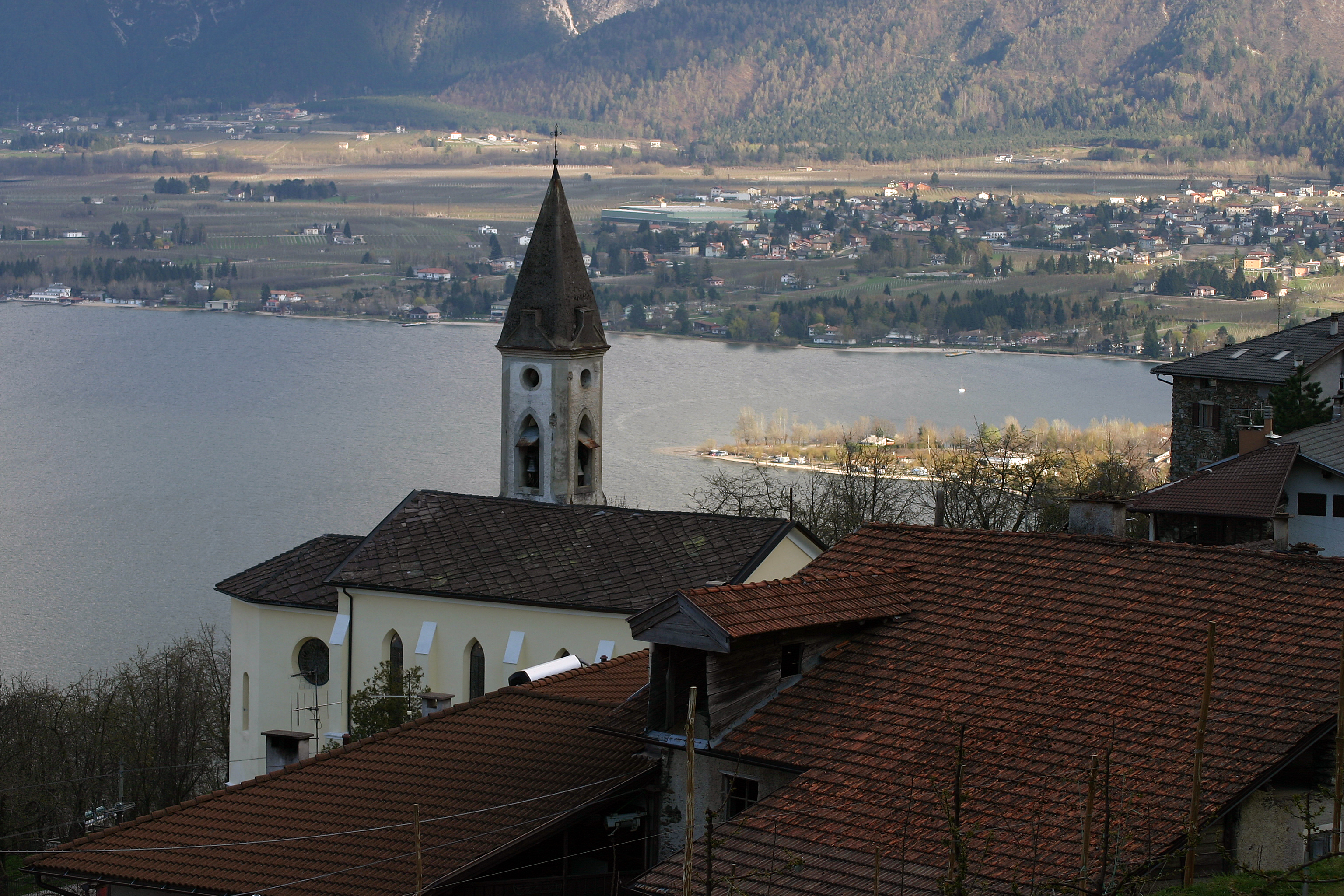
Santa Caterina - Vista sul lago
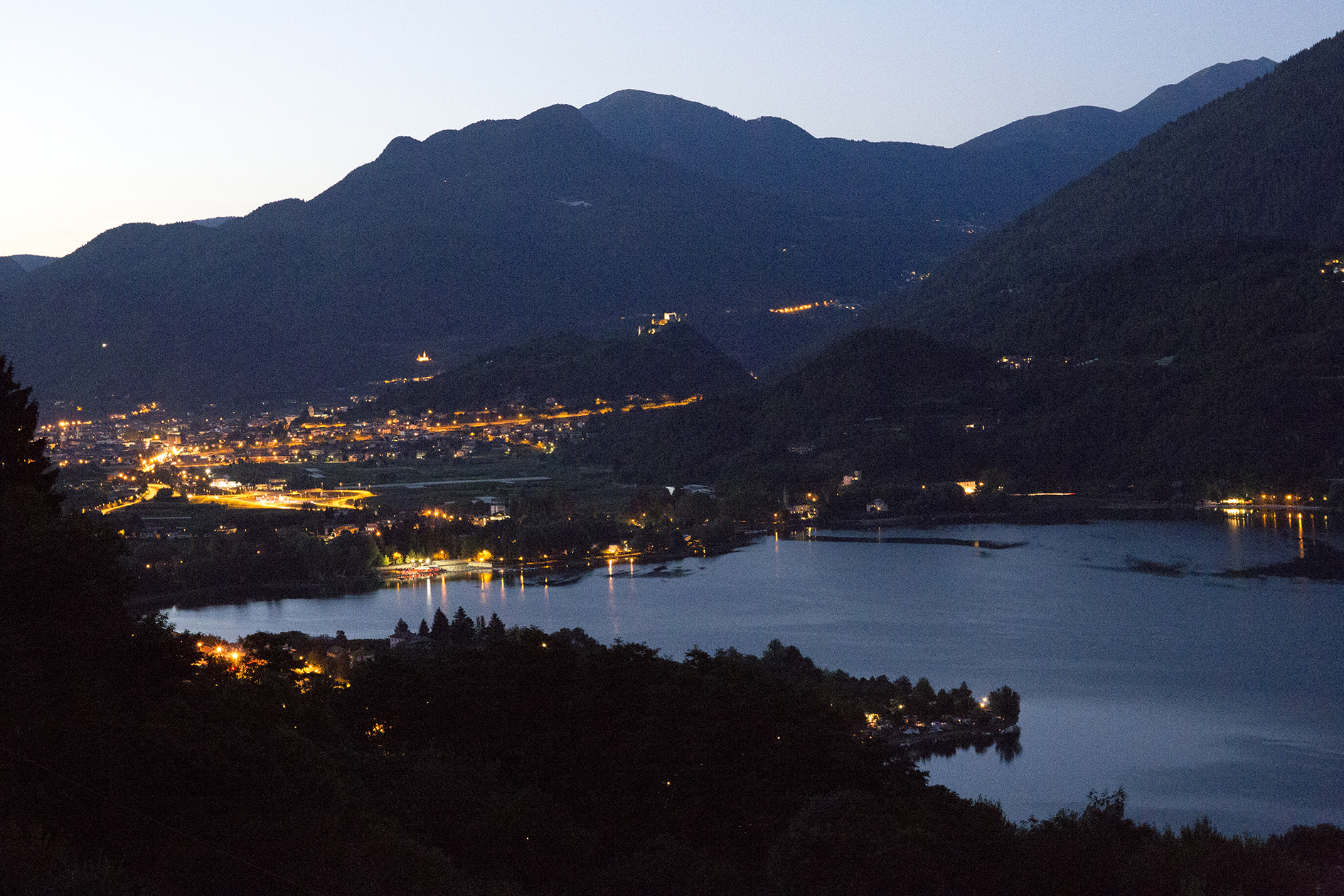
Pergine e S. Cristoforo visti da S. Caterina
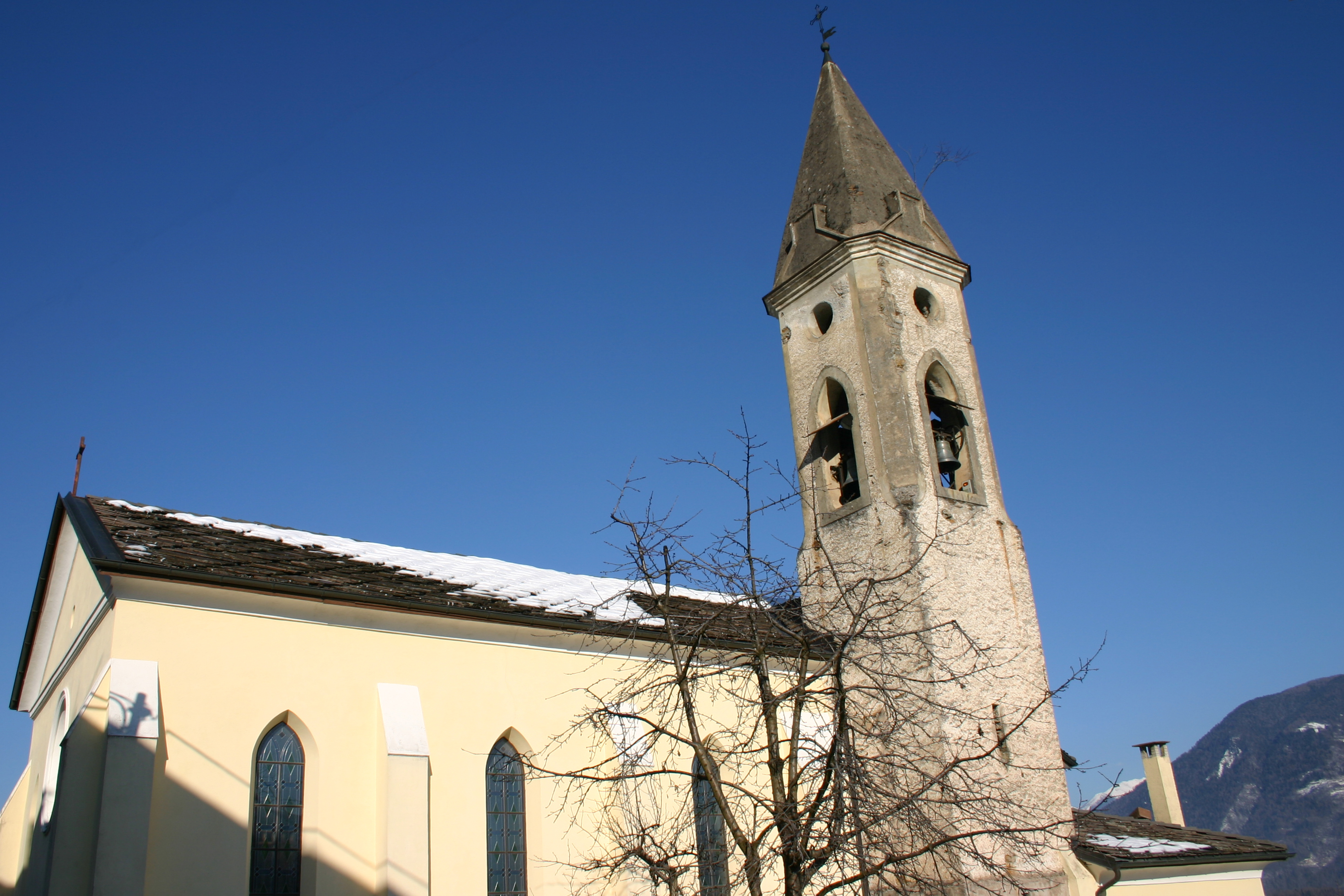
La chiesa di Santa Caterina
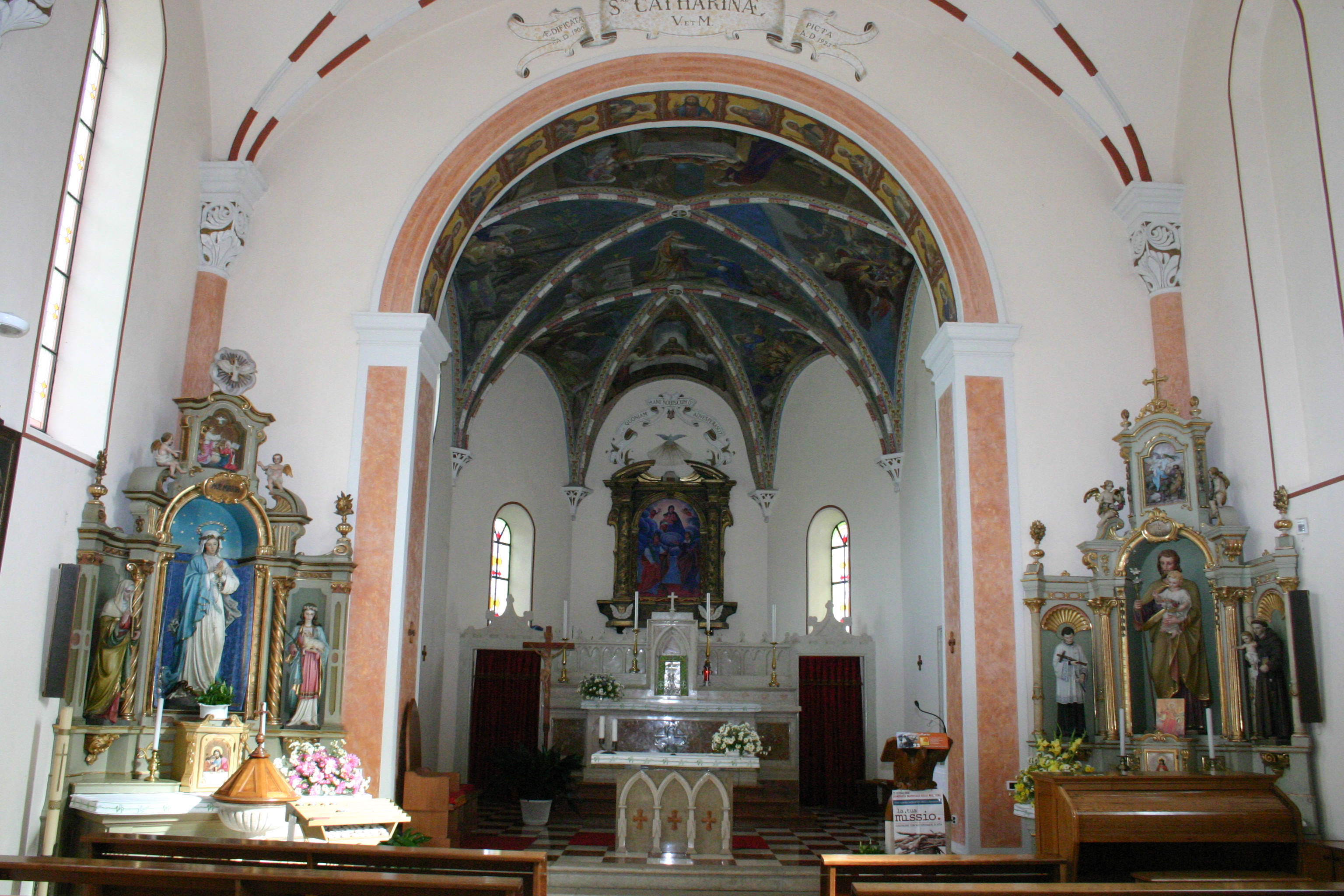
Interno della chiesa
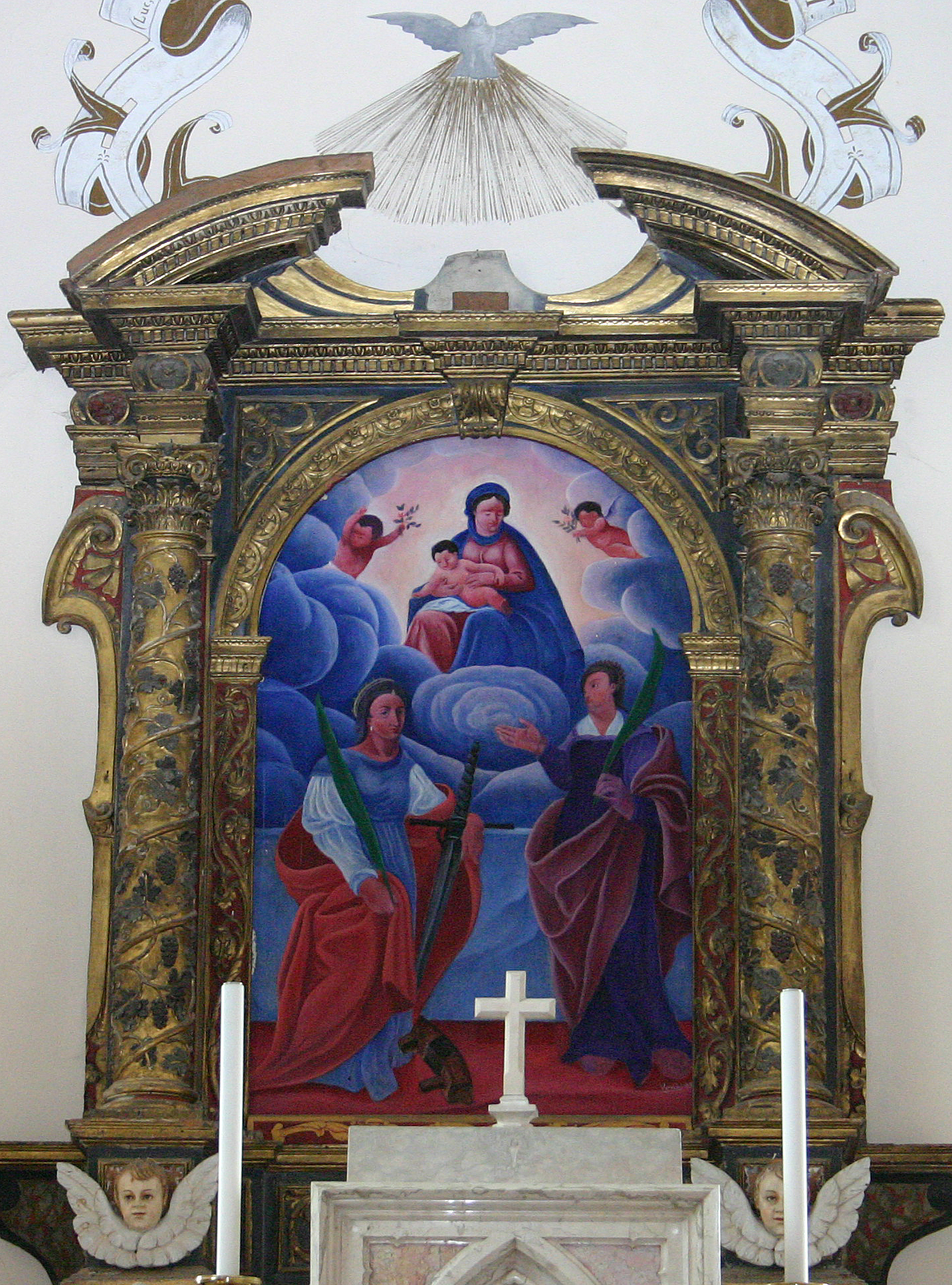
Pala dell'altare